# هرم سيلا
هرم سيلا هو هرم مصري يعود تاريخ إنشاءه إلى عهد الأسرة الثالثة وهو مبنى على مرتفع وله شكل مدرج ويقع على الحافة الشرقية لمنخفض الفيوم مواجهاً لقرية الروبيات شرق الفيوم.